# Fischingen (Zwitserland)
Fischingen is een gemeente en plaats in het Zwitserse kanton Thurgau, en maakt deel uit van het district Münchwilen.
Fischingen telt 2596 inwoners.
De huidige gemeente is ontstaan in 1972 na een fusie tussen Au, Dussnang, Fischingen, Oberwangen en Tannegg.
Aadorf · Bettwiesen · Bichelsee-Balterswil · Braunau · Eschlikon · Fischingen · Lommis · Münchwilen · Rickenbach · Sirnach · Tobel-Tägerschen · Wängi · Wilen
- Gemeinsame Normdatei: 4335110-4
- Historisch woordenboek van Zwitserland: 001951
- Library of Congress Control Number: n94004389
- Nationale Bibliotheek van Israël: 987007533104105171
- Virtual International Authority File: 151423623